# 3118 Claytonsmith
3118 Claytonsmith (1974 OD) là một tiểu hành tinh vành đai chính được phát hiện ngày 19 tháng 7 năm 1974 bởi Felix Aguilar Observatory ở El Leoncito.